# Hermann Zeltner

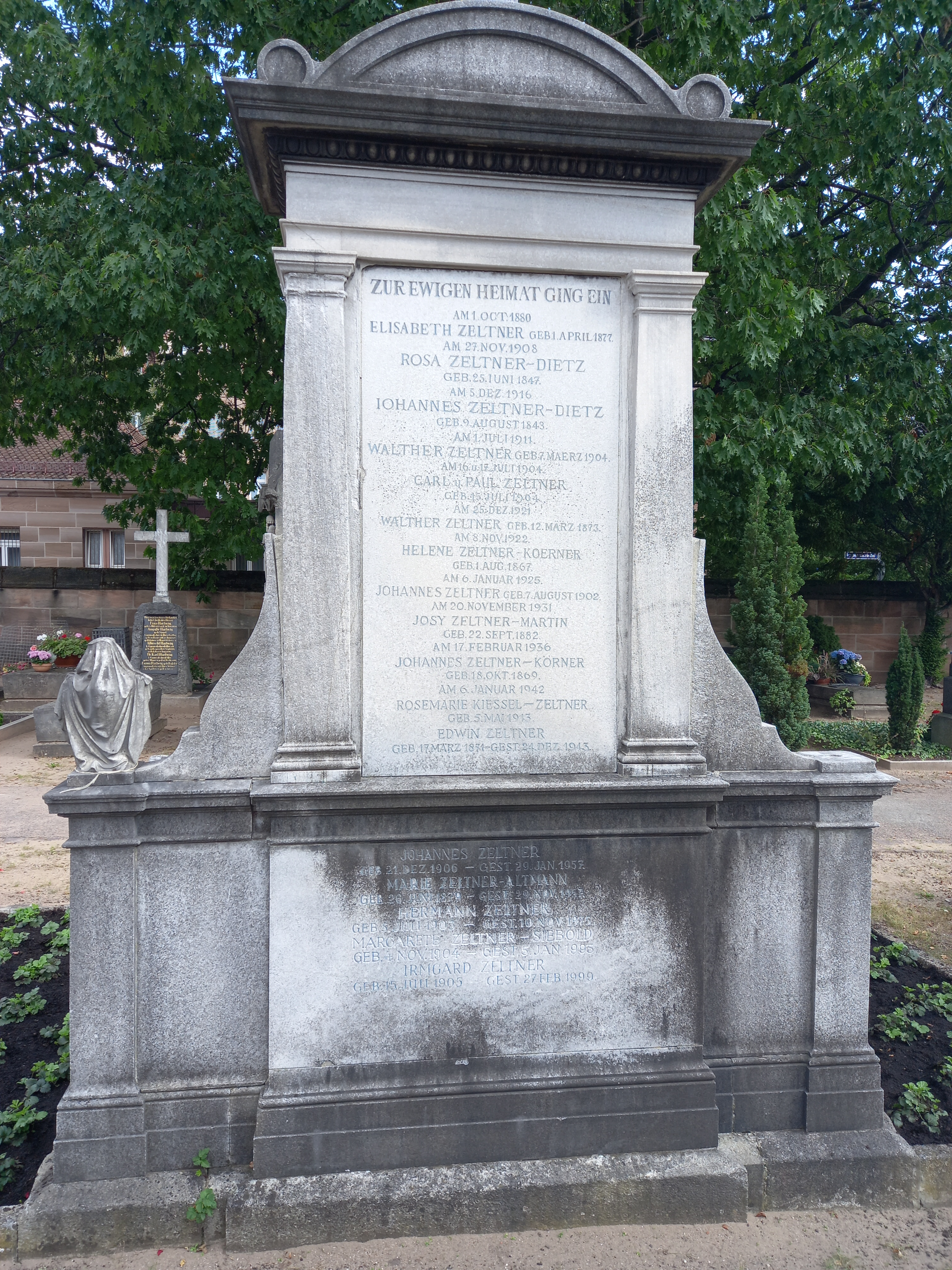
Das Grab von Hermann Zeltner und seiner Ehefrau Margarete Zeltner-Siebold im Familiengrab auf dem Johannisfriedhof (Nürnberg)

Hermann Zeltner (* 5. Juli 1903 in Nürnberg; † 25. November 1975 in Erlangen) war ein deutscher Philosoph.

## Leistungen
Zeltner befasste sich mit Fragen des deutschen Idealismus sowie mit modernen Problemen der Sozialphilosophie und Ideologiekritik. Dabei waren seine Hauptthemen: Schelling und die geistesgeschichtliche Entwicklung von Kant über Hegel zu Marx.

## Werke
- Schelling. 1954
- Ideologie und Wahrheit. 1966
- Eigentum und Freiheit. 1970